# 임성훈 (희극인)
임성훈은 대한민국의 희극 배우이다. 닉네임은 보거스다.

## 출연작

### 방송
- 웃찾사 (SBS)
- 스타킹 (SBS)